# Сергей Ковалёв — Андре Уорд
Сергей Ковалёв против Андре Уорда — состоявшийся PPV поединок по боксу. На кону стояли три титула чемпиона мира в полутяжёлом весе (WBA super, IBF и WBO). Бой прошёл 19 ноября 2016 года в Лас-Вегасе.

## Предыстория
В ноябре 2015 года Уорд перешёл из второго среднего веса в полутяжёлый и подписал контракт с HBO. Этот контракт включал в себя бой Ковалёв — Уорд. В апреле 2016 года бой был официально подтверждён. Дата проведения — 19 ноября 2016 года. Различные эксперты называли этот поединок самым большим боем 2016 года. Победитель же, по мнению многих, становился лучшим боксёром мира независимо от весовой категории. Дополнительный интерес вызывало также то, что спортсмены боксируют в совершенно разном стиле. Ковалёв идёт вперёд, прессингует и выбрасывает жёсткие удары. Уорд действует на контратаках. Ковалёв обладает тяжёлым ударом, а Уорд — отличной защитой. Ковалёв — Уорд — это всего третий случай в истории бокса, когда на ринге встречаются два не имеющих поражений боксёра из топ-5 рейтинга P4P. Предыдущие два боя: Чавес — Тейлор (1-й бой) в 1990-м году и Де Ла Хойя — Тринидад в 1999-м году.

## Перед боем
Перед боем боксёры должны были провести по 2 поединка. Ковалёв: реванш с Жаном Паскалем и бой с Айзеком Чилембой. Уорд: бой с Саливаном Баррерой и с Александром Брандом. Оба боксёра одержали победы в этих схватках.
29 октября на HBO вышел мини-фильм «My Fight: Kovalev/Ward», посвящённый бою. 12 ноября на HBO вышла серия программы «Road To» («Road To Kovalev/Ward»), также посвящённая бою.
У букмекеров небольшим фаворитом был Уорд. Sportingbet, например, выставил следующие коэффициенты: 1,8 на победу Уорда и 2,0 на победу Ковалёва.
17 ноября состоялась финальная пресс-конференция.
Гарантированные гонорары: Ковалёв — 2 миллиона долларов, Уорд — 5 миллионов долларов.
18 ноября состоялось официальное взвешивание перед боем. Боксёры уложились в лимит, показав одинаковый вес — 175 фунтов (79,4 кг).

## Ход главного поединка
Ковалёв хорошо начал бой. Во 2-м раунде россиянин отправил своего соперника в нокдаун. Однако, Уорд быстро восстановился и продолжил бой. Постепенно поединок выровнялся. Чемпион прессинговал и наносил силовые удары. Претендент действовал вторым номером и работал, в основном, джебом. При сокращении дистанции Уорд начинал использовать клинч и рефери приходилось разнимать бойцов. В целом, удачные моменты были у обоих боксёров. Однако, удары Сергея выглядели тяжелее. В итоге, схватка продлилась все 12 раундов. Судьи единогласно отдали победу Уорду со счётом 114—113.
|                          |                                                                                                |                                                                                                |
| Соперник                 | Сергей Ковалёв — Андре Уорд                                                                    | Сергей Ковалёв — Андре Уорд                                                                    |
| Место проведения         | T-Mobile Arena, Лас-Вегас, Невада, США                                                         | T-Mobile Arena, Лас-Вегас, Невада, США                                                         |
| Результат                | Победа Уорда единогласным решением судей                                                       | Победа Уорда единогласным решением судей                                                       |
| Статус                   | Чемпионский бой за титулы WBA super, IBF, WBO в полутяжёлом весе                               | Чемпионский бой за титулы WBA super, IBF, WBO в полутяжёлом весе                               |
| Рефери                   | Роберт Бёрд                                                                                    | Роберт Бёрд                                                                                    |
| Счёт судей               | Барт А. Клементс: 114:113; Гленн Троубридж: 114:113; Джон Маккей: 114:113 (Все в пользу Уорда) | Барт А. Клементс: 114:113; Гленн Троубридж: 114:113; Джон Маккей: 114:113 (Все в пользу Уорда) |
| Счёт неофициальных судей | Гарольд Ледерман: 116:111 в пользу Ковалёва                                                    | Гарольд Ледерман: 116:111 в пользу Ковалёва                                                    |
| Трансляция               | HBO PPV                                                                                        | HBO PPV                                                                                        |
| Промоутер                | Main Events, Roc Nation Sports                                                                 | Main Events, Roc Nation Sports                                                                 |
|                          | Ковалёв                                                                                        | Уорд                                                                                           |
| Вес                      | 175 фунтов (79,4 кг)                                                                           | 175 фунтов (79,4 кг)                                                                           |
| Результаты боёв          | до боя: 30(26КО) — 0 — 1 после боя: 30(26КО) — 1 — 1                                           | до боя: 30(15КО) — 0 после боя:31(15КО) — 0                                                    |
| Гонорар                  | 2 000 000 $                                                                                    | 5 000 000 $                                                                                    |

## Судейские записки
| Судья            | Боксёр  | 1  | 2  | 3  | 4  | 5  | 6  | 7  | 8  | 9  | 10 | 11 | 12 | Всего |
| ---------------- | ------- | -- | -- | -- | -- | -- | -- | -- | -- | -- | -- | -- | -- | ----- |
| Барт А. Клементс | Ковалёв | 10 | 10 | 10 | 10 | 9  | 9  | 9  | 9  | 9  | 9  | 9  | 10 | 113   |
|                  | Уорд    | 9  | 8  | 9  | 9  | 10 | 10 | 10 | 10 | 10 | 10 | 10 | 9  | 114   |
| Гленн Троубридж  | Ковалёв | 10 | 10 | 9  | 10 | 10 | 10 | 9  | 9  | 9  | 9  | 9  | 9  | 113   |
|                  | Уорд    | 9  | 8  | 10 | 9  | 9  | 9  | 10 | 10 | 10 | 10 | 10 | 10 | 114   |
| Джон Маккей      | Ковалёв | 10 | 10 | 10 | 10 | 9  | 10 | 9  | 9  | 9  | 9  | 9  | 9  | 113   |
|                  | Уорд    | 9  | 8  | 9  | 9  | 10 | 9  | 10 | 10 | 10 | 10 | 10 | 10 | 114   |

## Статистика ударов
Статистика ударов Compubox.

### Ударов всего
| Боксёр  | Раунд           | 1      | 2      | 3      | 4      | 5      | 6    | 7      | 8      | 9      | 10     | 11    | 12     | Всего   |
| ------- | --------------- | ------ | ------ | ------ | ------ | ------ | ---- | ------ | ------ | ------ | ------ | ----- | ------ | ------- |
| Ковалёв | Попаданий/всего | 7/34   | 16/49  | 4/27   | 9/37   | 7/33   | 9/36 | 7/29   | 10/38  | 11/46  | 21/58  | 12/40 | 13/47  | 126/474 |
|         | Процент         | 20,6 % | 32,7 % | 14,8 % | 24,3 % | 21,2 % | 25 % | 24,1 % | 26,3 % | 23,9 % | 36,2 % | 30 %  | 27,7 % | 26,6 %  |
| Уорд    | Попаданий/всего | 5/20   | 3/16   | 5/22   | 7/25   | 8/24   | 8/25 | 11/32  | 11/32  | 17/38  | 16/35  | 13/26 | 12/42  | 116/337 |
|         | Процент         | 25 %   | 18,8 % | 22,7 % | 28 %   | 33,3 % | 32 % | 34,4 % | 34,4 % | 44,7 % | 45,7 % | 50 %  | 28,6 % | 34,4 %  |

### Джебы
| Боксёр  | Раунд           | 1      | 2      | 3      | 4      | 5      | 6      | 7    | 8     | 9      | 10     | 11     | 12     | Всего  |
| ------- | --------------- | ------ | ------ | ------ | ------ | ------ | ------ | ---- | ----- | ------ | ------ | ------ | ------ | ------ |
| Ковалёв | Попаданий/всего | 4/22   | 5/23   | 2/15   | 3/22   | 3/17   | 3/17   | 1/10 | 4/20  | 4/22   | 11/33  | 5/22   | 3/19   | 48/242 |
|         | Процент         | 18,2 % | 21,7 % | 13,3 % | 13,6 % | 17,6 % | 17,6 % | 10 % | 20 %  | 18,2 % | 33,3 % | 22,7 % | 15,8 % | 19,8 % |
| Уорд    | Попаданий/всего | 4/13   | 3/12   | 2/12   | 4/14   | 3/10   | 5/13   | 6/12 | 1/12  | 8/20   | 9/23   | 9/15   | 1/12   | 55/168 |
|         | Процент         | 30,8 % | 25 %   | 16,7 % | 28,6 % | 30 %   | 38,5 % | 50 % | 8,3 % | 40 %   | 39,1 % | 60 %   | 8,3 %  | 32,7 % |

### Силовые удары
| Боксёр  | Раунд           | 1      | 2      | 3      | 4      | 5      | 6      | 7      | 8      | 9      | 10     | 11     | 12     | Всего  |
| ------- | --------------- | ------ | ------ | ------ | ------ | ------ | ------ | ------ | ------ | ------ | ------ | ------ | ------ | ------ |
| Ковалёв | Попаданий/всего | 3/12   | 11/26  | 2/12   | 6/15   | 4/16   | 6/19   | 6/19   | 6/18   | 7/24   | 10/25  | 7/18   | 10/28  | 78/232 |
|         | Процент         | 25 %   | 42,3 % | 16,7 % | 40 %   | 25 %   | 31,6 % | 31,6 % | 33,3 % | 29,2 % | 40 %   | 38,9 % | 35,7 % | 33,6 % |
| Уорд    | Попаданий/всего | 1/7    | 0/4    | 3/10   | 3/11   | 5/14   | 3/12   | 5/20   | 10/20  | 9/18   | 7/12   | 4/11   | 11/30  | 61/169 |
|         | Процент         | 14,3 % | 0 %    | 30 %   | 27,3 % | 35,7 % | 25 %   | 25 %   | 50 %   | 50 %   | 58,3 % | 36,4 % | 36,7 % | 36,1 % |

## Трансляция
| Страна         | Телеканал     |
| -------------- | ------------- |
| Австралия      | Main Event    |
| Великобритания | Sky Sports    |
| Венгрия        | Sport1        |
| Мексика        | Televisa      |
| Панама         | RPC Channel 4 |
| Россия         | Первый канал  |
| США            | HBO PPV       |

## После боя
Ковалёв категорически не согласился с решением судей: «Я не согласен с решением судей. Болельщики со мной солидарны, они освистали судейский вердикт. Я понимаю, что нахожусь в гостях в США и судьи были местными… Это абсурд. Уорд побывал на полу, и максимум забрал несколько раундов, всё остальное время доминировал я. Разумеется, я хочу реванш. Но я не считаю себя проигравшим. Я разъярён».
Уорд же сказал следующее: «Я знаю, что бой был равным, и вы могли слышать, что зрители считали, что я победил… Я был чемпионом раньше и знал, что бой будет тяжёлым — меня впервые в карьере отправили на пол. Он сделал всё, чего я от него ожидал. Начинал драться так, как я и ожидал. Мой тренер отлично поработал. Мне трудно называть самого себя великим. Но, в конце концов, я чемпион двух весовых категорий. Конечно, я соглашусь на реванш, но не стану обсуждать его прямо сейчас — поеду домой, отдохну, а там уже поглядим».

## Счёт независимых экспертов
Мнения экспертов сильно разделились.
- Associated Press: 116—111 Ковалёв[31]
- ESPN.com: 115—112 Ковалёв[32]
- Los Angeles Times: 114—113 Уорд[33]
- New York Post: 114—113 Уорд[34]
- Boxing Monthly[англ.]: 114—113 Ковалёв[35]
- The Guardian: 115—112 Ковалёв[36]
- USA Today: 114—113 Уорд[37]
- Гарольд Ледерман: 116—111 Ковалёв[38]

## Финансовые итоги
В США вечер бокса был показан на канале HBO по системе платных трансляций. Стоимость трансляции: 64,95 доллара — в обычном качестве и 69,95 доллара — в HD. Было продано 165 000 PPV, что принесло 10,7 миллиона долларов. Также было продано 10 066 билетов. Это принесло 3 341 980 долларов.